# Canibus
Джермейн Уильямс (англ. Germaine Williams; род. 9 декабря 1974, Кингстон, Ямайка), более известный под сценическим псевдонимом Canibus, — американский рэпер и актёр. Первоначально он приобрел известность в 1990-х своими фристайлами, и выпустив свой дебютный альбом Can-I-Bus в 1998 году. За свою карьеру он выпустил 13 студийных альбомов. Также он является участником рэп-группы The Hrsmn.
About.com поместил его под номером 32 в свой список «50 лучших MC наших времён (1987—2007)», в то время как в 2012 году The Source поместил его под номером 44 в свой список 50 лучших авторов всех времён.

## Биография
Джермейн Уильямс родился 9 декабря 1974 года. Он западно-индийского происхождения. Его отец, Бэзил Уильямс, был игроком в крикет. Семья часто переезжала, живя в Бронксе; Ньюарке, Нью-Джерси; Вашингтоне, округ Колумбии; Атланте; Майами; Буффало и в Лондоне. После окончания средней школы в 1992 году он провел год в AT&T Corporation и ещё один год в качестве аналитика данных в Министерстве юстиции США. Его интерес к компьютерам и Интернету привел его к изучению информатики в DeKalb College в Атланте.

## Карьера
Canibus начал рифмовать в начале 90-х и к 1992 году под названием Canibus Sativa и сформировал дуэт под названием THEM (The Heralds of Extreme Metaphors) с атлантовым рэпером Уэббом. В 1996 году они расстались, и Canibus объединился с бизнесменом Чарльзом Ситтом. В том же году Чарльз Суитт представил Canibus’у платиновому продюсеру Фрэнки Катлассу, и они вместе написали песню. Canibus также появился в ремиксе Music Makes Me High от Lost Boyz с участием Tha Dogg Pound, сделав его первым официальным появлением Canibus’a на записи.
В 1997 году у Canibus’а начинается биф с LL Cool J. Всё началось с того, что LL Cool J пригласил его принять участие в записи сингла «4,3,2,1», вместе с Method Man’ом, Redman’ом и DMX’ом. Во время записи Cool J’ю не понравилась его строчка «Yo L, is that a mic on your arm? Lemme borrow that».Позже LL вежливо попросил Canibus’а заменить строчку и взамен обещал переписать свой куплет. Canibus заменил строчку, но LL не сдержал обещание и оставил куплет без изменений. Об этом он узнал после выхода трека.
8 сентября 1998 года Canibus выпустил свой дебютный альбом Can-I-Bus. Альбом критически провалился, даже несмотря на то, что он получил золотой статус от RIAA 13 октября 1998 года.
Участвовал в легендарных фристайл-сессиях с Wu-Tang Clan в 1992 году и с Big Pun, Mos Def, Mic Geronimo, Jon Forte и DMX в 1997 году.
Начал биф с Эминемом после того, как тот пару раз подколол его на своих треках. С 1998 он выпустил полдюжины полноценных диссов, однако сам Эминем не обращает большого внимания на диссы и в 2013 году впервые за 10 лет с последнего упоминания Canibus’а, высказался о его батле с Dizaster’ом на треке «Rap God».
Считается отличным текстовиком, однако имеет общепризнанно отвратительный слух на биты, поэтому его релизы не имеют успеха у публики.
В 2002 году Джермейн взял перерыв в музыке и вступил в Армию США, чтобы «решить, что ему нужно в жизни». В 2004 году он был отправлен в отставку за употребление марихуаны.
В 2012 году Canibus попытался вернуться в батл-рэп, однако его противостояние с Dizaster’ом оказалось провальным для Canibus’а, забывшего текст в третьем раунде. Тем не менее, он продолжает карьеру рэп-исполнителя.

## Дискография
- Can-I-Bus (1998)
- 2000 B.C. (Before Can-I-Bus) (2000)
- C! True Hollywood Stories (2001)
- Mic Club: The Curriculum (2002)
- Rip the Jacker (2003)
- Mind Control (2005)
- Hip-Hop for Sale (2005)
- For Whom the Beat Tolls (2007)
- Melatonin Magik (2010)
- C of Tranquility (2010)
- Lyrical Law (2011)
- Fait Accompli (2014)
- Time Flys, Life Dies… Phoenix Rise (2015)
- Full Spectrum Dominance [EP] (2018)
- Full Spectrum Dominance 2 [EP] (2018)
- Full Spectrum Dominance 3 [EP] (2019)